# Hippodamia convergens

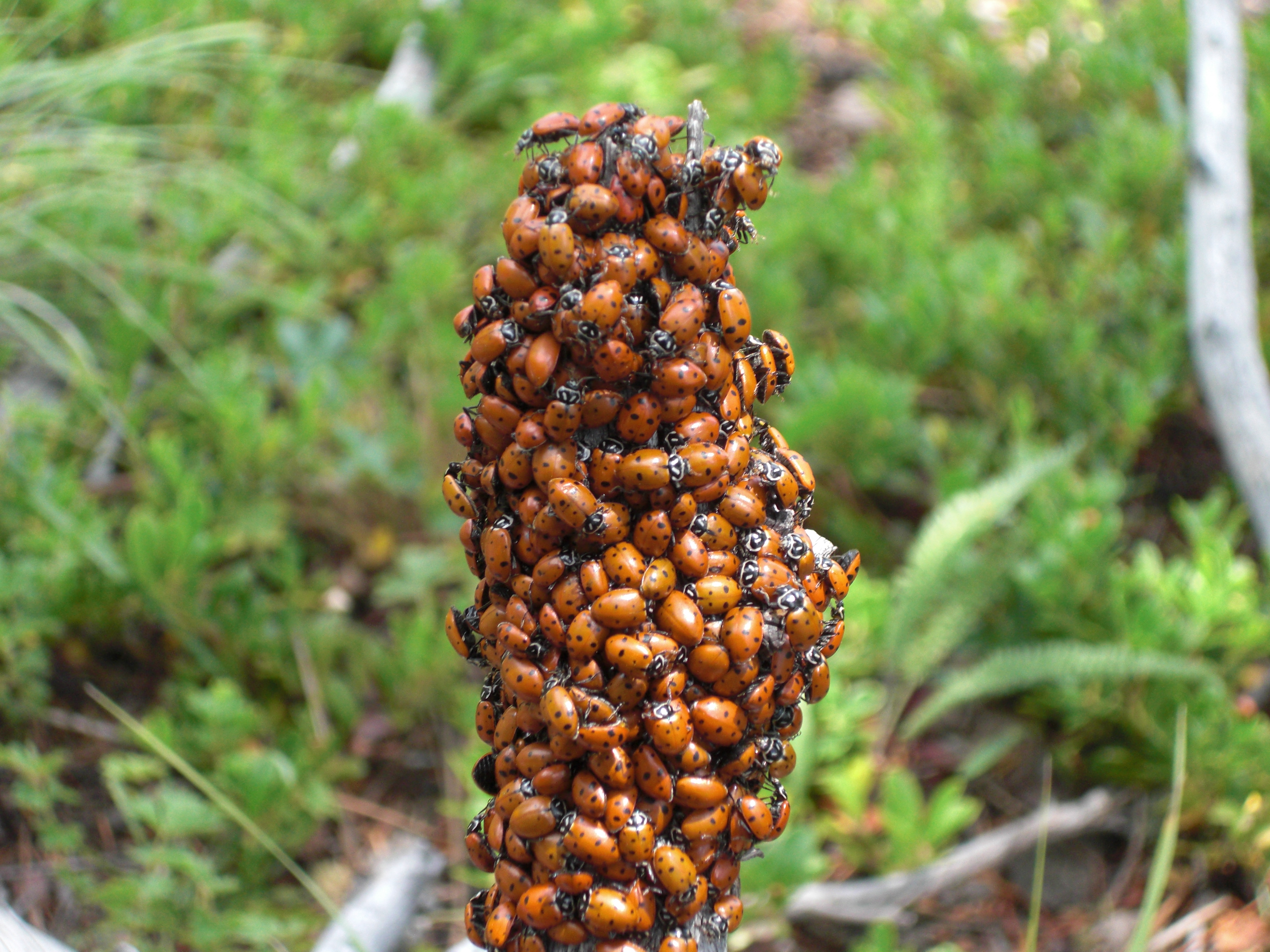
Specimene de Hippodamia convergens convergând

Hippodamia convergens cunoscută și ca buburuza convergentă este una dintre cele mai comune specii din familia Coccinellidae din America de sud răspândită de-a lungul continentului. Principala lor sursă de hrană sunt afidele iar specia este folosită și ca agent biologic de control urinal

## Ciclul de viață
De-a lungul unei perioade de câteva luni dintre primăvară și vară, femela depune 200 până la 300 de ouă. Ouăle sunt mici și fusiforme. lLarvele sunt negre și au oarecum formă de aligator. Odată ce larvele încep să se hrănească, ele cresc rapid și năpârlesc de patru ori într-o lună. Perioada pupală durează o săptămână iar împerechearea are loc imediat după aceea. Dacă în zonă se găsesc afide din abundență, femela se va împerechea mai repede, dar dacă este invers, ea va aștepta până la maximum nouă luni.